# Rhochmopterum parvum
Rhochmopterum parvum är en tvåvingeart som först beskrevs av Hardy 1974.  Rhochmopterum parvum ingår i släktet Rhochmopterum och familjen borrflugor. Inga underarter finns listade i Catalogue of Life.